# Stewartia pteropetiolata
Stewartia pteropetiolata är en tvåhjärtbladig växtart som beskrevs av Wan Chun Cheng. Stewartia pteropetiolata ingår i släktet Stewartia och familjen Theaceae. Inga underarter finns listade i Catalogue of Life.